# 古根菌綱
古根菌綱（學名：Archaeorhizomycetes）是子囊菌門外囊菌亞門下的一個綱，發表於2011年，其下只有一個單型目古根菌目（Archaeorhizomycetales）、一個單型科古根菌科（Archaeorhizomycetaceae）與一個單型屬古根菌屬（Archaeorhizomyces），目前只有兩種物種被發表。古根菌綱下的物種廣泛分佈於全球，除南極洲外在各大洲皆有分布，生長於土壤中植物根部的附近。

## 詞源
古根菌綱的學名Archaeorhizomycetes源自於希臘文的（arkhaio，意為古老，指古根菌綱在子囊菌門的演化樹中，屬於相對較早分支的演化支）與（rhiza，意為根）兩詞。

## 歷史
在古根菌綱發表之前，已有超過50篇研究分析土壤中微生物的DNA樣本時發現了本綱物種的存在，並稱之為「土壤菌株1」（Soil Clone Group 1）。2011年的研究透過rDNA序列的定序，發現這個演化支的真菌屬於外囊菌亞門，且是包含裂殖酵母綱與肺孢子菌綱的演化支之姊妹群。古根菌綱真菌的菌絲體生長緩慢，其菌絲具有兩層細胞壁，表面有一些分泌物，直徑1-2微米，且可能會形成直徑3-6微米的厚垣孢子。本綱物種雖常出現在植物根部，但沒有證據顯示它們可以與植物形成菌根，也沒有證據表明它們是植物病原菌，因此其出現於根部可能是與其他種形成菌根的真菌互動，而非與植物互動所致，且因其可於僅含葡萄糖或僅含纖維素的培養基生長，也可能屬於不直接依賴植物供給有機物的腐生菌，因其生態地位不甚明朗，發現者之一的密西根大學真菌學家提姆西‧詹姆士（Timothy James）稱其為「一種有點無趣的真菌」。古根菌綱的真菌在苔原的生長有季節性，在夏天大量生長，其他季節則闕如。
古根菌綱下第一個發表的物種是與本綱一起發表的Archaeorhizomyces finlayi，其種小名為表彰瑞典農業科學大學的真菌學家Roger D. Finlay對根際生態學的研究貢獻。2014年，發現古根菌綱的研究團隊又發表了本綱的第二個物種Archaeorhizomyces borealis，並根據公開資料庫中的DNA序列資料，估計本綱可能有超過500種未被描述的物種，且這篇研究也做出了外囊菌亞門新的演化樹，其中古根菌綱與粒毛盤菌綱互為姊妹群，兩者皆是外囊菌亞門演化上最早分支的類群。